# マールー (小惑星)
マールー (746 Marlu) は小惑星帯に位置する小惑星である。ハイデルベルクでフランツ・カイザーによって発見された。
発見者の娘で物理学者のマリー・ルイーズ・カイザーにちなんで命名された。